# Besetztes Nachkriegsösterreich

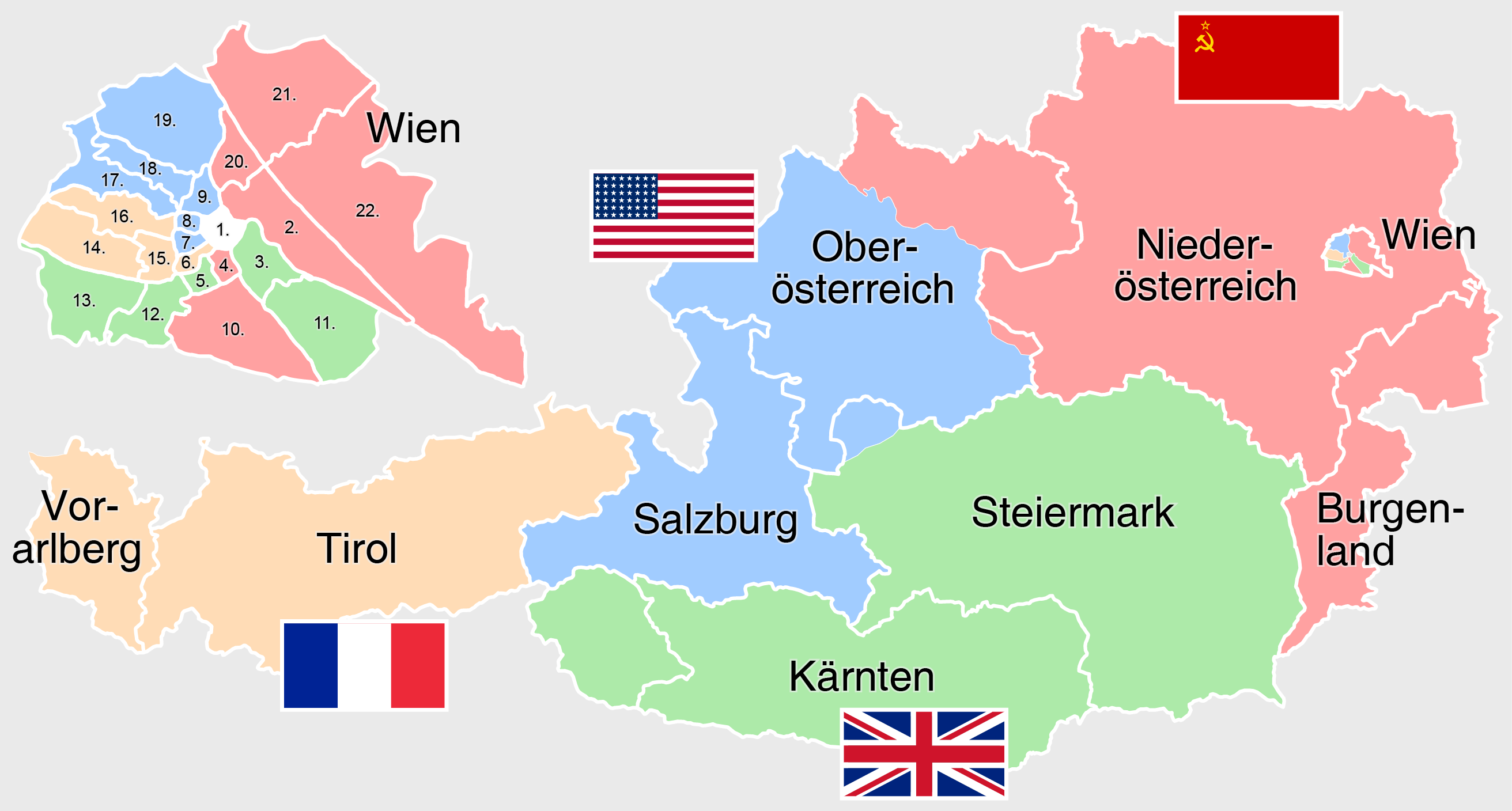
Besatzungszonen in Österreich 1945–1955

Österreich war nach dem Zweiten Weltkrieg von 1945 bis 1955 von Streitkräften der Alliierten besetzt, die das Land im Sinne ihrer Moskauer Deklaration von 1943 von der nationalsozialistischen Diktatur befreit hatten. Das Staatsgebiet Österreichs wurde in den Grenzen, wie sie bis zum „Anschluss“ an das Deutsche Reich 1938 bestanden hatten, wiederhergestellt und in vier Besatzungszonen aufgeteilt. Ab 1938 an die Gaue der Ostmark bzw. der Alpen- und Donau-Reichsgaue des „Großdeutschen Reiches“ angegliederte Gebiete kamen 1945 zurück an die Tschechoslowakei (südböhmische und südmährische Gebiete) und Jugoslawien. Im Gegenzug wurden das Vorarlberger Kleinwalsertal und die Tiroler Gemeinde Jungholz, die nach dem „Anschluss“ an den bayerischen Landkreis Sonthofen (Reg.-Bez. Schwaben) gefallen waren, wieder Teile Österreichs.
Diese Phase der österreichischen Geschichte war der wichtigste Teil der Nachkriegszeit in Österreich, die manche Historiker erst Anfang der 1970er Jahre zu Ende gehen sahen. Das besetzte Österreich (in Unterscheidung zum „angeschlossenen“ Österreich innerhalb „Großdeutschlands“) dauerte jedenfalls bis zum Staatsvertrag von 1955. Mit seiner Ratifizierung wurde der Staat Österreich nach 17 Jahren „wieder frei“ und erlangte seine volle Souveränität.

## Befreiung und Besatzung
Am 16. März 1945 begann die Rote Armee mit dem Angriff auf Wien. Am 15. April war die Stadt letztlich erobert. Keine zwei Wochen später, am 27. April 1945, trat in Wien die neu gebildete provisorische Staatsregierung Renner zusammen und proklamierte die Wiedererrichtung der Republik Österreich, während in den westlichen Teilen Österreichs noch weiter Kampfhandlungen zwischen den Alliierten und der deutschen Wehrmacht stattfanden. Der Zweite Weltkrieg endete auch in Österreich offiziell durch die bedingungslose Kapitulation der deutschen Wehrmacht am 8. Mai 1945 (vgl. Chronologie des Zweiten Weltkrieges).
Die provisorische Staatsregierung Renner bzw. die sie tragenden drei Parteien ÖVP, SPÖ und KPÖ nutzte die Begriffe Befreiung und Besatzung. So nahm man in der Unabhängigkeitserklärung vom 27. April darauf Bezug, dass 1943 in der Moskauer Deklaration der Alliierten das Ziel angeführt war, dass Österreich […] von deutscher Herrschaft befreit werden soll. Man zitierte den Passus, dass Österreich für die Beteiligung am Krieg Verantwortung trägt und dass „bei der endgültigen Regelung unvermeidlich sein eigener Beitrag zu seiner Befreiung berücksichtigt werden wird“.
Die Begriffe Besetzung, Besatzungszonen und Besatzungssektoren wurden ab Sommer 1945 in der militärischen und politischen Praxis der Alliierten verwendet und gelten in Österreich bis heute synonym für die Jahre von 1945 bis 1955. Die in der Moskauer Deklaration genannte endgültige Regelung wurde 1955 mit dem Staatsvertrag der vier Alliierten mit Österreich getroffen.
Eine Amnestie für Gewalttaten im Zusammenhang mit dem Widerstand gegen den Nationalsozialismus in Österreich trat bis Ende 1945 in Kraft.

## Die alliierte Besatzungsmacht

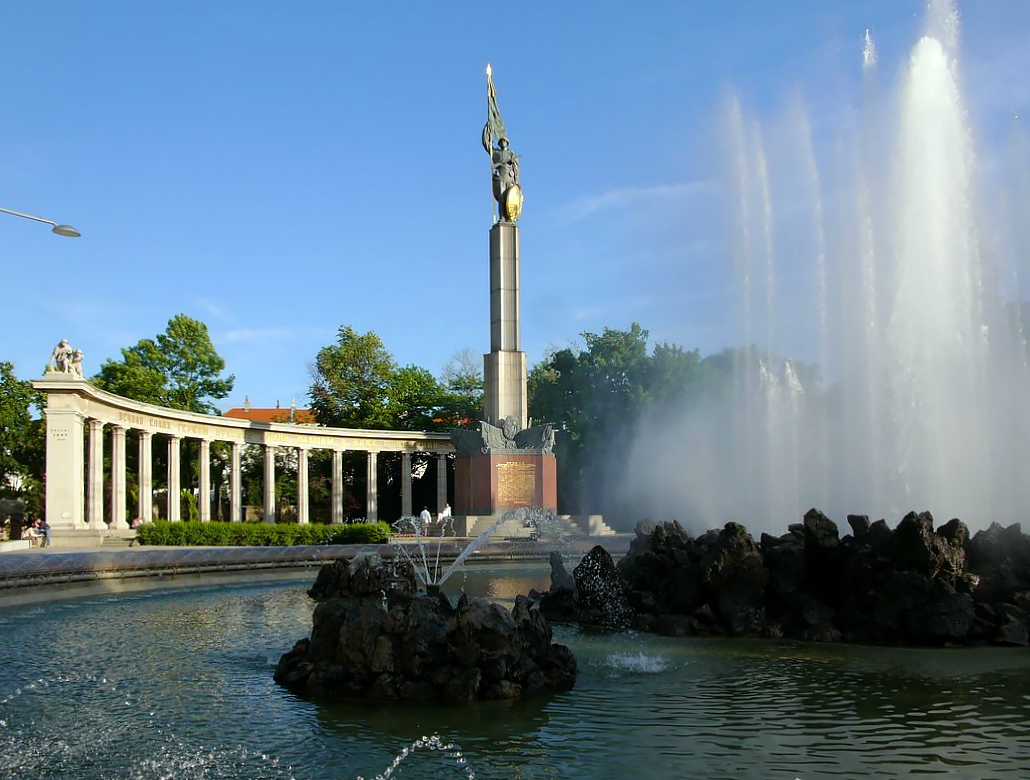
Heldendenkmal der Roten Armee auf dem Wiener Schwarzenbergplatz

### Besatzungszonen in Österreich
Die Besatzungszonen und die gemeinsame Verwaltung der Stadt Wien wurden im Abkommen über die Alliierte Kontrolle vom 4. Juli 1945 und im Abkommen der Alliierten über die Besatzungszonen vom 9. Juli 1945 festgelegt. Der ungefähre Grenzverlauf der Zonen war aber bereits in der Moskauer Deklaration vom 30. Oktober 1943 beschlossen worden. Kleine Änderungen und Verschiebungen erfuhr diese Einteilung nur durch das Hinzukommen Frankreichs als Besatzungsmacht. Der Verlauf dürfte der deutschen militärischen Führung wie auch dem Generalstab schon im Jänner 1945 bekannt gewesen sein, weshalb zahlreiche NS-Belastete der Alpen- und Donau-Reichsgaue knapp vor Kriegsende in das später amerikanisch besetzte Salzkammergut flüchteten.
Auf einer Außenministerkonferenz in Paris im Juni 1949, an der die Außenminister der USA, Großbritanniens, Frankreichs und der Sowjetunion teilnahmen, wurde für Österreich eine grundsätzliche Einigung für eine friedensvertragliche Regelung erzielt, während in der Deutschlandfrage die Differenzen weiter bestehen blieben.

Österreichischer Identitätsausweis

Die Besatzungszonen hatten außerhalb Wiens (in seinen Grenzen von 1937) in ihrer definitiven Form folgenden Umfang:
- sowjetische Zone: Burgenland, Niederösterreich, Oberösterreich nördlich der Donau (Zivilverwaltung Mühlviertel[3]), Oberkommando in Baden bei Wien;[4]
- US-amerikanische Zone: Oberösterreich südlich der Donau, Salzburg, Steirisches Salzkammergut
- britische Zone: Kärnten, Osttirol, Steiermark (ohne Steirisches Salzkammergut)
- französische Zone: Nordtirol, Vorarlberg

Um die Demarkationslinien zwischen den Besatzungszonen zu überschreiten, benötigte man einen von den Alliierten ausgestellten Identitätsausweis, der in vier Sprachen (Deutsch, Englisch, Französisch, Russisch) ausgefertigt war und Bestätigungsvermerke jeder der vier Besatzungsmächte trug (insgesamt elf Stempel). Zwischen den Zonen der westlichen Mächte kam es bald zu Reiseerleichterungen; das Überschreiten der Demarkationslinie zur sowjetischen Zone oder aus dieser gestaltete sich hingegen wie eine Auslandsreise. Die sowjetischen Grenzkontrollen wurden erst im Juni 1954 beendet.

### Besatzungssektoren in Wien

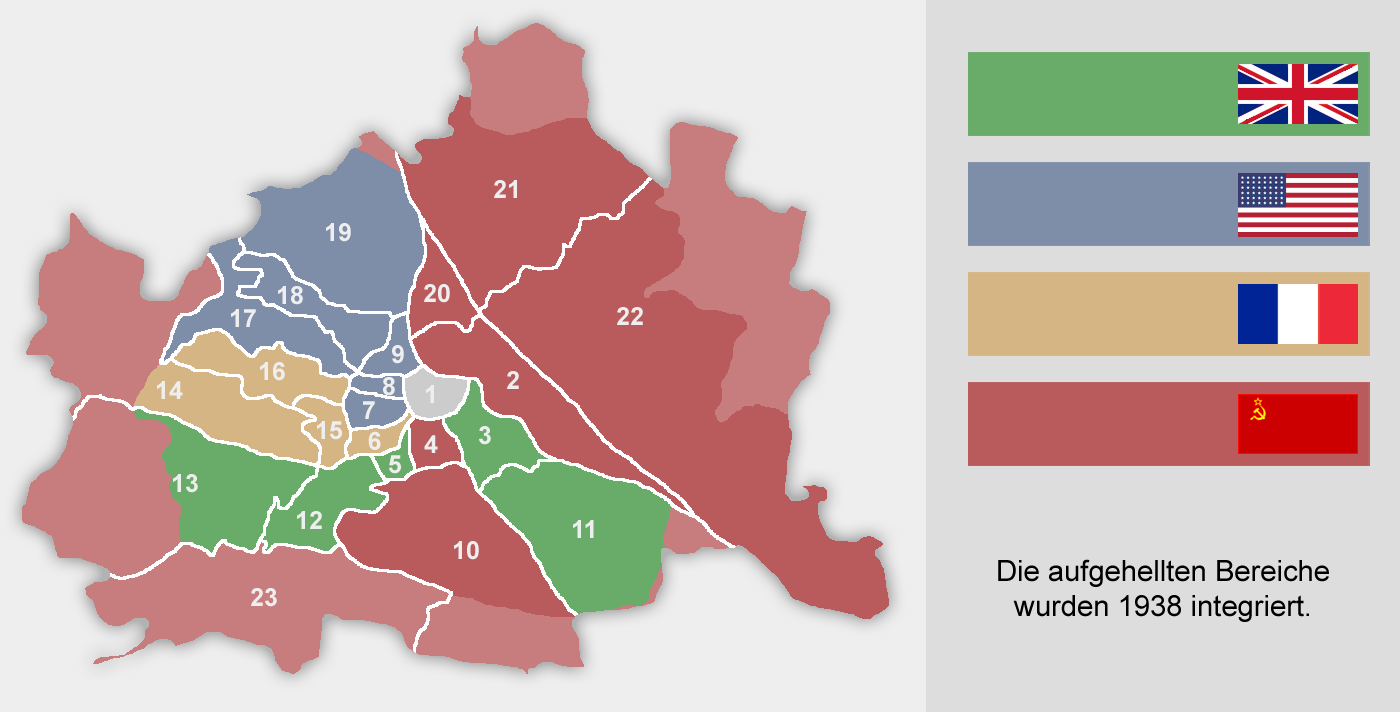
Die Besatzungssektoren in Wien
Die aufgehellten Randgebiete zählten besatzungsrechtlich zu Niederösterreich, also zur sowjetischen Zone.

Wien war ab April 1945 nur von der Roten Armee besetzt, die die Stadt auch erobert hatte. Aufgrund des Potsdamer Abkommens übernahmen am 1. September 1945 die westlichen alliierten Siegermächte in Wien ihre vereinbarten Sektoren. Dabei wurde Wien in den Grenzen von 1937, also vor der Zeit von Groß-Wien, wie folgt eingeteilt:
- Gemeinsame Verwaltung durch alle vier Besatzungsmächte: 1. Bezirk (Innere Stadt) (die Alliierten wechselten im Monatsrhythmus ab). Die Hoheitsrechte über den 1. Bezirk wurden jeweils am letzten Tag des Monats an die nächste Besatzungsmacht übergeben. Die Zeremonie wurde, als die Interalliierte Kommandantur im Wiener Justizpalast ihren Sitz hatte, bis 1953 vor diesem auf dem Schmerlingplatz veranstaltet, dann bis 1955 auf dem Heldenplatz. Dazu marschierten die beiden beteiligten Besatzungsmächte mit je einer Abteilung Soldaten und einer Militärkapelle auf.
- sowjetischer Sektor: 2. (ab 1954 mit Albern), 4., 10., 20., 21., 22. Bezirk
- US-amerikanischer Sektor: 7., 8., 9., 17., 18., 19. Bezirk
- britischer Sektor: 3., 5., 11. (ohne Albern), 12., 13. Bezirk
- französischer Sektor: 6., 14., 15., 16. Bezirk

Die 1938 eingemeindeten Gebiete Groß-Wiens, darunter der heutige 23. Bezirk, die erst 1938 an Wien angeschlossenen Ortschaften Stammersdorf, Süßenbrunn, Breitenlee, Essling, Albern, Oberlaa, Rothneusiedl und Hadersdorf-Weidlingau sowie der Lainzer Tiergarten, lagen außerhalb der vier Sektoren und gehörten zur sowjetischen Besatzungszone, die Wien umgab. 1954 wurde Albern, heute 11. Bezirk, von der sowjetischen Zone (besatzungsrechtlich: Niederösterreich) zum sowjetischen Sektor Wiens (2. Bezirk) umgegliedert; dies erfolgte im Zuge der definitiven Auflösung Groß-Wiens und der teilweisen Neugliederung der verbliebenen Wiener Bezirke.
Das Hauptquartier

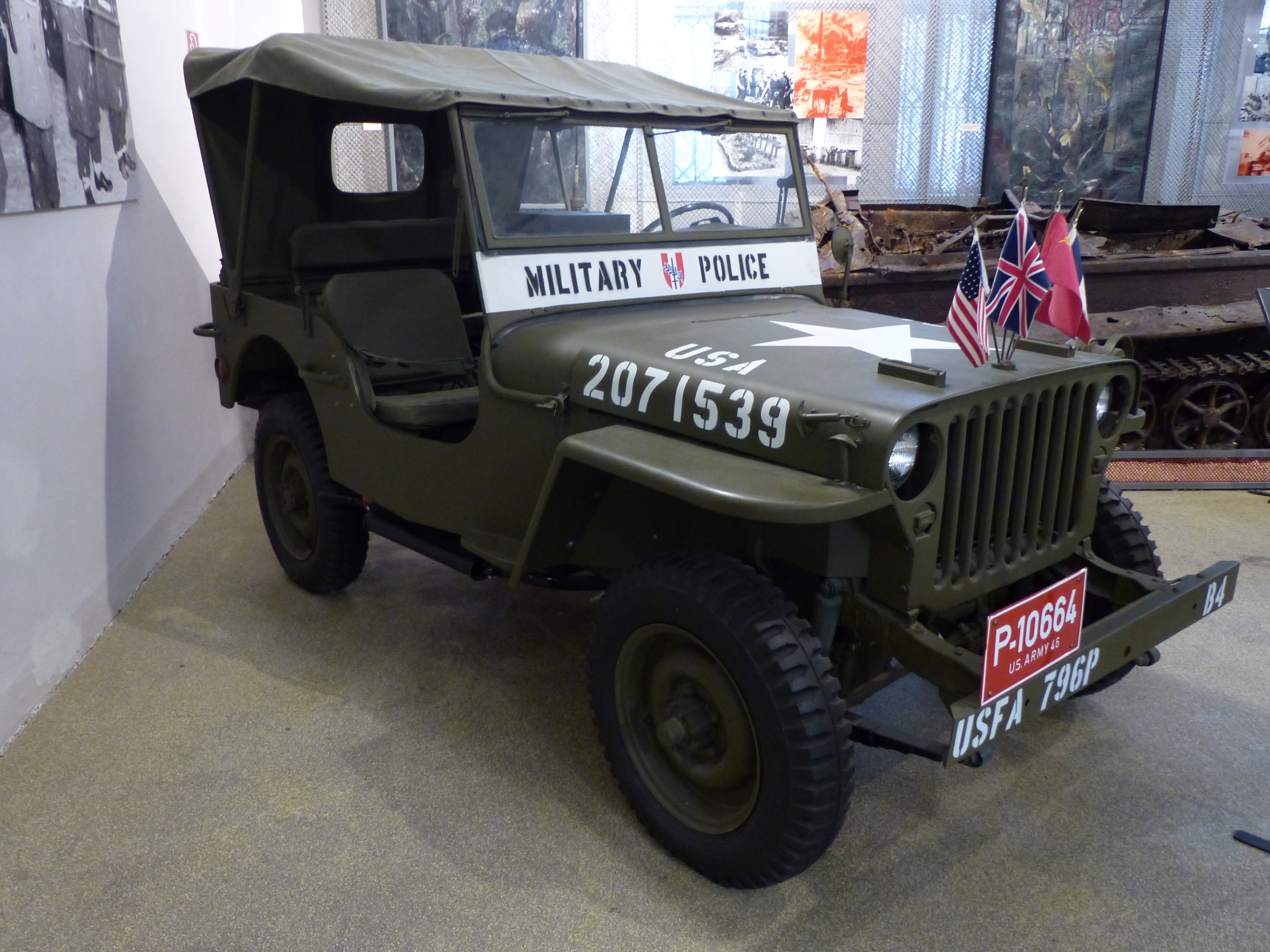
Solche Jeeps nutzten Vertreter der vier Besatzungsmächte für gemeinsame Patrouillenfahrten (Heeresgeschichtliches Museum).

- der sowjetischen Truppen war das Palais Epstein neben dem Parlament.
- der US-Amerikaner war das Gebäude der Oesterreichischen Nationalbank,
- der Briten war das Schloss Schönbrunn,
- der Franzosen war das Hotel Kummer in Mariahilf

 Die Sektorengrenzen innerhalb Wiens waren gekennzeichnet, ein freier Sektorenwechsel war aber möglich. Wien wurde in diesen Jahren ein Spionagezentrum der Besatzungsmächte, die sich gegenseitig misstrauten. Die Spielfilme Der dritte Mann und Die Vier im Jeep waren ein Spiegelbild dieser Zeit. Diese Bezeichnung bezieht sich auf die interalliierte Militärpolizei, deren motorisierten Patrouillen in der gemeinsam verwalteten Innenstadt (1. Bezirk, „Internationale Zone“) je ein Militärpolizist der vier Mächte angehörte. Ein literarisches Zeugnis des Elends der unmittelbaren Nachkriegszeit ist Robert Neumanns 1946 erschienener Roman Die Kinder von Wien.

### Französische Besatzung in Vorarlberg
Am 29. April 1945 überschritten französische Truppen die Grenze zu Vorarlberg bei Lochau und Hohenweiler. Bevor sie am 6. Mai den Arlberg erreichen konnten, lieferten Einheiten der Wehrmacht und der SS ihnen noch Kämpfe (bei Bregenz, Götzis, Bings und Dalaas), die Todesopfer auch unter der Zivilbevölkerung forderten und Sachschäden verursachten.
Die deutschen Truppen versuchten, den Vormarsch der französischen Truppen durch das Errichten von Panzersperren und das Sprengen von Brücken noch aufzuhalten und ihre eigenen Truppenteile nach Tirol in die amerikanische Gefangenschaft zu „retten“.
Der Gauleiter von Tirol und Reichsverteidigungskommissar Franz Hofer – sich noch an den „Mythos der Alpenfestung“ klammernd – ordnete an, die Anlagen der Vorarlberger Illwerke zu verteidigen oder gleich zu zerstören. Einer Widerstandsgruppe gelang es, die Soldaten zu entwaffnen und zu verhaften sowie die Sprengkapseln unschädlich zu machen.
Die französische Besatzungsmacht als Teil der Forces françaises en Allemagne (FFA) richtete in Vorarlberg sechs Lager ein, in denen im August 1946 947 politisch belastete Personen interniert waren. Die französische Besatzungszone, zu der auch Teile Südwestdeutschlands gehörten, erwarb aber bald den Ruf als „Eldorado der Duldsamkeit“.
Anfangs 15.000 Mann stark, wurden die französischen Besatzungstruppen in Österreich schon im Mai 1946 auf 7000 Mann reduziert. Im Oktober 1954, kurz vor Ende der Besatzung, belief sich das französische Kontingent auf 542 Mann. Der Hauptteil war in Wien stationiert und in der Besatzungszone Tirol/Vorarlberg taten 150 französische Gendarmen ihren Dienst.
Im Gegensatz zu den anderen drei Besatzungsmächten, die die Säuberung vom Nationalsozialismus strikt und vor allem selbst vornahmen, mussten die Franzosen mangels eigener ausreichender Organisationsstrukturen verstärkt auf deutsche bzw. Vorarlberger Stellen zurückgreifen. In Vorarlberg, wo Besatzer und Besetzte sich gleichermaßen als „Opfer des Nationalsozialismus“ verstanden und da die Säuberungen ohnehin auf Schwierigkeiten stießen, bestand daher alsbald der Konsens, Personen mit NS-Vergangenheit möglichst rasch wieder zu integrieren.

### Die alliierte Verwaltung

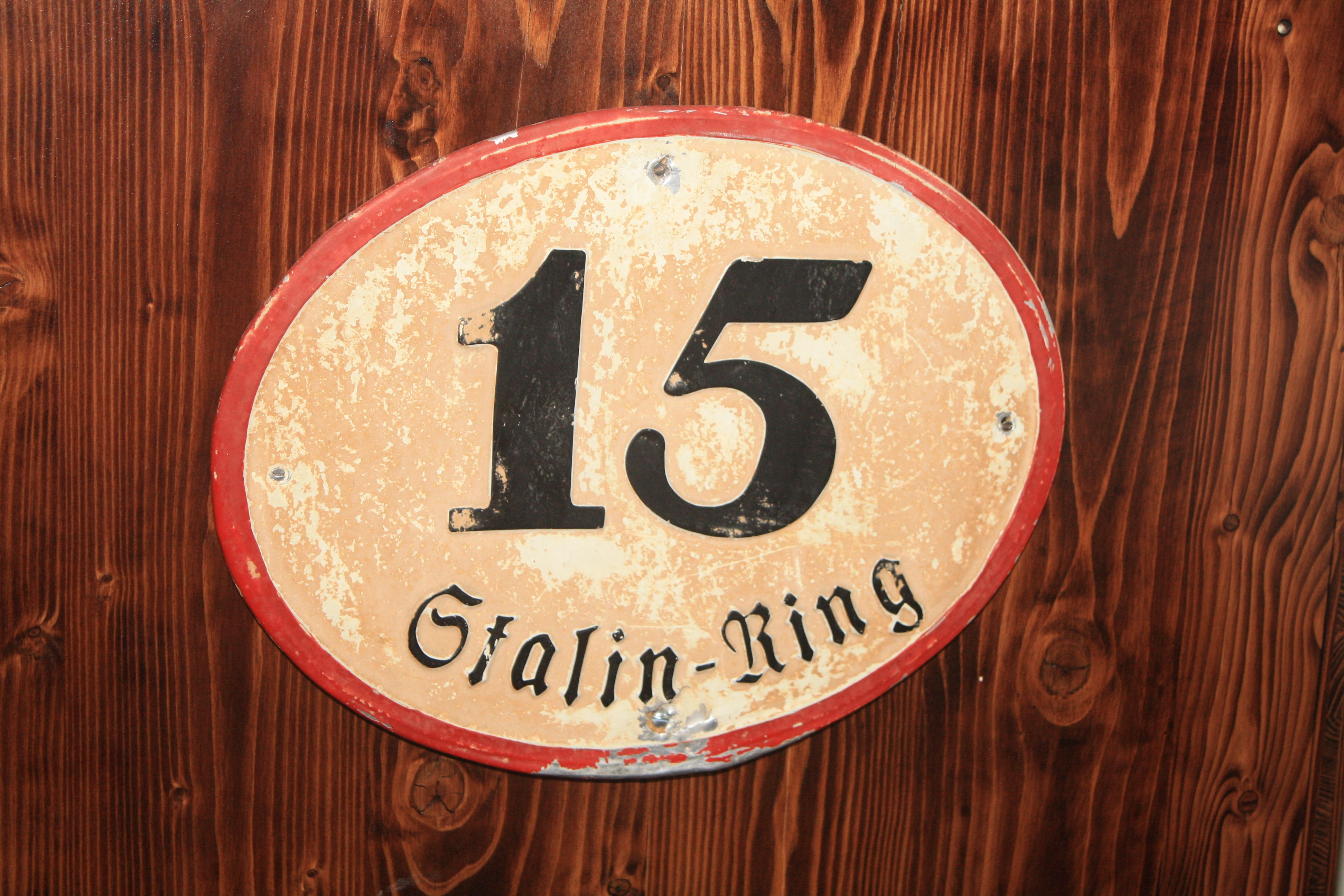
Hausnummer am Stalin-Ring in Baden bei Wien

Die gesamten zehn Jahre der Besatzung stand Österreich unter der Verwaltung der Alliierten Kommission für Österreich. Diese wurde schon mit dem Ersten Kontrollabkommen vom 4. Juli 1945 eingerichtet. Am 11. September 1945 konstituierte sich der Alliierte Rat aus den vier Oberbefehlshabern der in Österreich einmarschierten Großverbände. Die ersten Mitglieder waren für die Sowjetunion Marschall Iwan Stepanowitsch Konew, für die Vereinigten Staaten General Mark W. Clark, Generalleutnant Richard McCreery für Großbritannien und Korpsgeneral Marie Émile Antoine Béthouart für Frankreich.
Im Zweiten Kontrollabkommen vom 28. Juni 1946 wurde die Kommission umstrukturiert. Sie bestand aus dem Alliierten Rat, dem Exekutiv-Komitee und jeweils einem Stab der Besatzungsmächte. Oberstes Verwaltungsorgan der einzelnen Zonen waren die Hochkommissare, die auch den Rat stellten. Ab 1950 wurde die Militärverwaltung sukzessive in eine Zivilverwaltung überführt, sodass mit dem Staatsvertrag eine funktionierende bilaterale Infrastruktur vorhanden war.
Die österreichische Verwaltung blieb im Zustand von 1933/1934. Das heißt: Es gab eine österreichische Regierung, Landeshauptmänner und Bundes- und Landesparlamente, eine österreichische Gemeindeverwaltung und geordnete freie Wahlen.
Dem Alliierten Rat waren von der Bundesregierung alle vom Parlament beschlossenen Gesetze vor ihrer Kundmachung zur Genehmigung vorzulegen. Wurde die Zustimmung nicht erteilt, konnte das Gesetz nicht in Kraft treten. So geschah es z. B. beim Wiener Gebietsänderungsgesetz 1946, mit dem die meisten 1938 zu Groß-Wien gelangten Randgemeinden wieder an Niederösterreich rückgegliedert werden sollten. Die sowjetischen Vertreter stimmten nicht zu und gaben ihren Widerstand erst 1954 auf. Erst dann konnte das Gesetz kundgemacht werden und in Kraft treten. Wie das Beispiel zeigt, genügte anfangs das Veto einer Besatzungsmacht, um ein Gesetz zu Fall zu bringen. Später einigte sich der Alliierte Rat darauf, dass ein Veto nur in Kraft tritt, wenn alle vier Mächte es gemeinsam einlegen. In der Folge reduzierten sich die Einsprüche sehr stark.

### Die Besatzungstruppen
Die anfänglich im Land verbliebenen Kampfverbände wurden in eine stehende Besetzungstruppe umgewandelt, deren Hauptaufgaben kontrollierender Natur waren. Nur die britischen Truppen in Kärnten waren in den ersten Nachkriegsmonaten noch in militärische Aktionen verwickelt, zum einen, um marodierende Kosakentruppen aus der britischen Zone zu vertreiben, zum anderen, um in Kärnten einmarschierte Verbände der kommunistischen Jugoslawischen Volksbefreiungsarmee (JVA) zurückzudrängen. Die Briten waren am Vormittag des 8. Mai 1945 in Klagenfurt eingerückt, nur wenige Stunden vor dem Eintreffen von JVA-Einheiten, die nach Kärnten vorgedrungen waren, um die jugoslawischen Gebietsansprüche durchzusetzen.
Die Briten stellten sogleich klar, dass sie einen Verbleib der jugoslawischen Truppen in Kärnten nicht dulden würden, und demonstrierten dies unter anderem mit dem Aufstellen von Artilleriegeschützen auf dem Neuen Platz und vor dem Landhaus in Klagenfurt. Nachdem diplomatischer Druck und militärische Drohgebärden erfolglos geblieben waren, wurden die jugoslawischen Truppen am 16. Mai unter sowjetischen Befehl gestellt. Die Sowjetunion war an einer Einhaltung der ausgehandelten Besatzungszonen interessiert und befahl den Rückzug aus Kärnten, der innerhalb der nächsten Tage ausgeführt wurde.
Für die Kosten der anfangs 700.000 Mann umfassenden Besatzungstruppen, die später sukzessive auf 60.000 Mann reduziert wurden, musste der Staat Österreich aufkommen. Im Jänner 1946 standen etwa 150.000 Rotarmisten, 40.000 GIs, etwa 55.000 Briten und 15.000 Franzosen im Land, letztere wurden schon bis Mai 1946 auf 7.000 Mann reduziert. Im Oktober 1954 belief sich das sowjetische Kontingent auf 36.000 Mann, das amerikanische auf 15.000, das britische auf 2800 und das französische auf 540, davon 150 Gendarmen (die französischen Militärs waren im Wiener Sektor im Einsatz). Tirol und Vorarlberg – und in geringerem Ausmaß auch Kärnten und die Steiermark – waren vor Abschluss des Staatsvertrages schon de facto besatzungsfrei, während Wien, Niederösterreich und Burgenland noch spürbar unter militärischer Kontrolle standen. Die starke Präsenz der US Army konzentrierte sich auf den Stadtraum Salzburg und das südliche Oberösterreich, sie war dort als Wirtschaftsfaktor gern gesehen.
Die Verbände, die die alliierte Besatzungsmacht in Österreich stellten, waren:
- United States Forces in Austria (USFA), anfangs unter dem European Command (EUCOM), dann Teil der United States Army Europe and Africa (USAREUR)
- British Forces of Occupation in Austria (British Troops Austria)[15]
- Abteilungen der Forces françaises en Allemagne (FFA, anfangs Troupes d’occupation en Allemagne, TOA)
- Die sowjetischen Truppen stellten keinen expliziten Verband, sondern gehörten zur Zentralen Heeresgruppe (russisch Центральная группа войск, Zentralnaja Gruppa Woisk) für Ungarn und Österreich, die in Österreich dem Sowjetischen Teil der Alliierten Kommission für Österreich (russisch Советская часть союзнической комиссии по Австрии, Sowjetskaja tschast Sojusnitscheskoi komissii po Awstrii) und dann zunehmend dem zivilen Apparat des Hochkommissars in Österreich (russisch Аппарат верховного комиссара в Австрии, Apparat Verchovnogo komissara v Avstrii, AVKA) unterstand[16]

## Heimkehr der Kriegsgefangenen
Millionen Angehörige der Wehrmacht befanden sich bei Kriegsende in Kriegsgefangenschaft. Bereits in den Sommermonaten 1945 konnten nach Appellen der Regierung Figl die ersten aus Österreich stammenden Kriegsgefangenen aus den Gefangenenlagern der drei westlichen Alliierten heimkehren. Ende 1947 waren alle Gefangenen der Amerikaner, Briten und Franzosen freigelassen. Im Gegensatz dazu konnten die ersten Kriegsgefangenen aus der Sowjetunion erst nach einer Intervention der KPÖ bei Josef Stalin heimkehren. Der erste Zug mit rund 1.200 Heimkehrern kam am 11. September 1947 in Wiener Neustadt an; bis Ende 1947 kamen dort rund 162.000 ehemalige Kriegsgefangene ein. Am 15. Mai 1955 wurde der österreichische Staatsvertrag  unterzeichnet und am 25. Juli 1955 kam der letzte offizielle Heimkehrerzug aus der UdSSR an.

## Medien in der Besatzungszeit

### Allgemeine Lage
Nach Ende des Zweiten Weltkriegs in Österreich lag die gesamte Medienlandschaft brach. Die Alliierten Mächte versuchten, mit eigens gegründeten Medien gezielt gute Stimmung und sanfte Propaganda für die eigene Nation zu machen. Das geschah vor allem im Pressesektor.

### Druckerzeugnisse

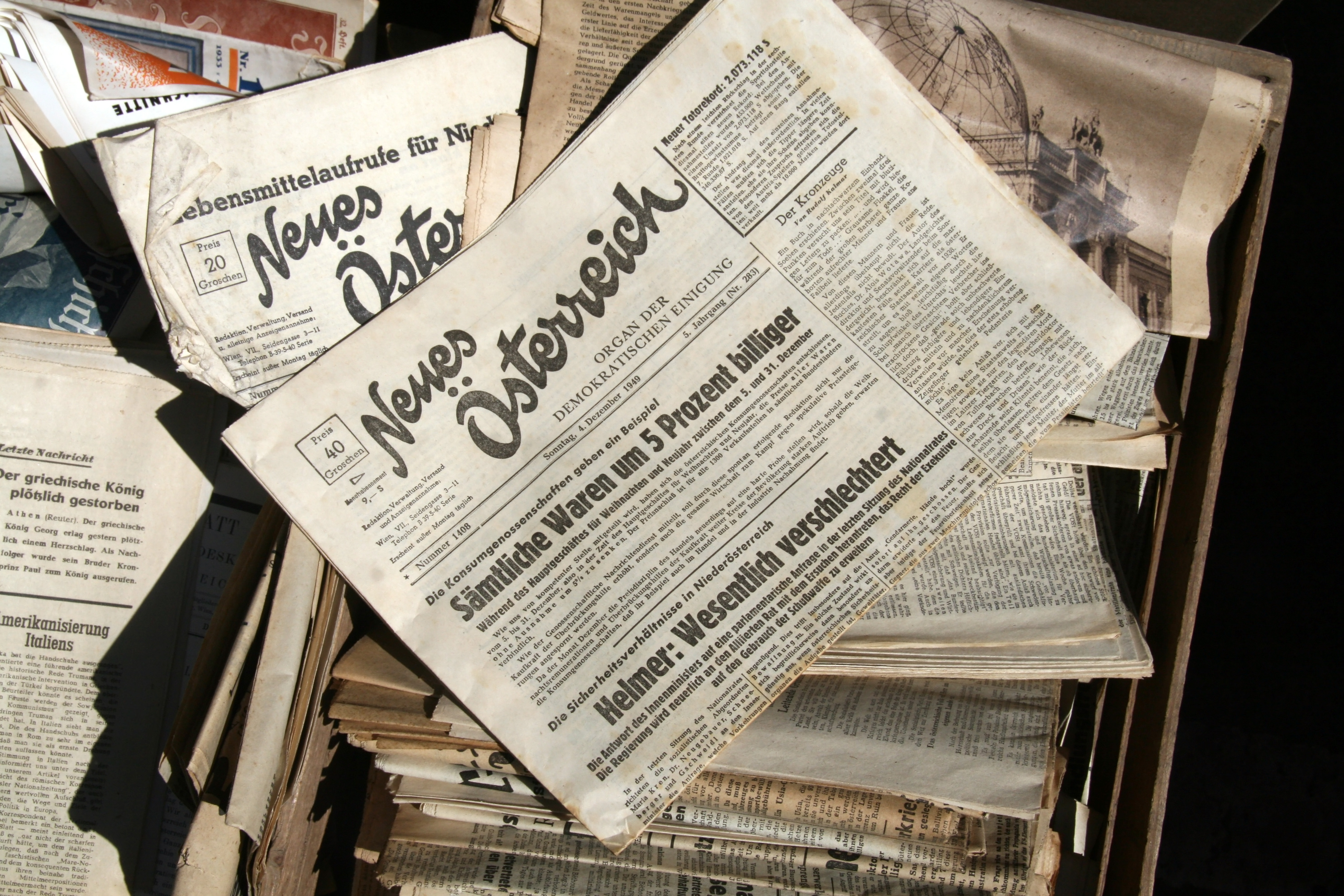
„Neues Österreich“

Wien blieb nur etwa zwei Wochen lang ohne Tageszeitung. Bereits am 15. April 1945, als in Westösterreich der Krieg noch nicht beendet war, brachten die Sowjets bereits ein Propagandablatt (siehe Frontzeitung) heraus. Es hieß „Österreichische Zeitung“, erschien anfangs wöchentlich, nach fünf Monaten täglich in einem Umfang von zunächst vier Seiten. Die Zeitung wurde am 31. Juli 1955 eingestellt.
Alleine im Jahr 1945 wurden insgesamt 32 Tages- oder Wochenzeitungen gegründet, nur acht davon wurden von einer der alliierten Mächte herausgegeben. So erfolgte bereits am 21. April die erste österreichische Gründung, die Tageszeitung „Neues Österreich“, von den drei Parteien ÖVP, SPÖ und KPÖ herausgegeben. Die ersten parteiunabhängigen Zeitungen, „Die Presse“ und die „Kleine Zeitung“, wurden erst 1948 gegründet.
Die britischen Besatzer brachten im Mai 1945, als sich auch langsam österreichische Zeitungen zu entwickeln begannen (anfangs lediglich Parteizeitungen), als Heeresgruppenzeitungen die „Kärntner Nachrichten“ und die „Neue Steirische Zeitung“ heraus. Beide wurden am 31. Dezember 1945 wieder eingestellt. Die britische Wochenzeitung „Weltpresse“ erschien erstmals am 18. September und wurde erst im Mai 1958 eingestellt.
Als Herausgeber der Kärntner Zeitung (Nr. 1, 16. Mai 1945) und von „das TOR – Zeitschrift für Österreich“ (Nr. 1, frühestens Mitte Mai 1945) zeichnet P. W. B. (bzw. PWB, Psychological War Branch) 8. Armee, Klagenfurt, Lidmanskygasse 2.
Die Franzosen versuchten sich mit nur einem Blatt im österreichischen Markt. Im Oktober 1946 gründen sie die „Welt am Abend“, die sie im Oktober 1948 wieder einstellten.
Die US-Amerikaner stellten sich in ihren Zeitungsgründungen geschickter an. Alle von ihnen als Besatzungsmedien installierten Zeitungen erscheinen heute noch. Sie gründeten im Juni 1945 die „Oberösterreichischen Nachrichten“ und die „Salzburger Nachrichten“ sowie im Juli die „Tiroler Tageszeitung“. Alle drei Blätter gingen noch im selben Jahr in den Besitz österreichischer Privatleute über.
Die im August von den amerikanischen Besatzern gegründete Wochenzeitung „Wiener Kurier“ erwies sich als höchst erfolgreiche Boulevardzeitung und erschien bis Mai 1955 jedes Wochenende. Schon 1954 wurde er von Ludwig Polsterer und Alfred Maleta gekauft und erschien wochentags parallel als Tageszeitung „Kurier“.

### Rundfunk
Die Wiedergeburt des freien Hörfunks in Österreich erfolgte sehr improvisiert: Zwei Wochen nach dem Ende der Schlacht um Wien und zugleich neun Tage vor dem definitiven Ende des Zweiten Weltkriegs in Europa begann am 29. April 1945 der einstige RAVAG-Mitbegründer Oskar Czeija mit etwa 20 Helfern den Sendebetrieb im Wiener Funkhaus. Die sowjetischen Besatzer tolerierten den Sender vorerst, wiewohl ein Zensuroffizier stets über die geplanten Sendungen informiert werden musste. Die erste Sendung hätte ein Live-Bericht über die konstituierende Sitzung der Regierung unter Karl Renner werden sollen. Wegen technischer Probleme mussten Staatskanzler Renner und Bürgermeister Theodor Körner nach der Sitzung ins Funkhaus kommen, um ihre Reden für die Radiosendung zu wiederholen. Den Tausenden Zuhörern wurden die Aufnahmen als Übertragung aus dem Parlament „verkauft“.
In Vorarlberg gelang es Otto Schubert, der schon vor 1938 in Klagenfurt Sendeleiter gewesen war, in ein unterirdisches Studio im Rathaus von Dornbirn einzudringen und dort am 2. Mai 1945 die Ankunft der Franzosen in Vorarlberg mit der ersten Sendung zu feiern.
Am 3. Mai wurde in Innsbruck zum ersten Mal nach der NS-Zeit gesendet. Eine Widerstandsgruppe rund um den späteren Außenminister Karl Gruber berichtete damals von der Kapitulation der Südfront (siehe Albert Kesselring#Kriegsende hier).
Wenig später begannen auch in Graz und Klagenfurt provisorische Sendungen.
Nachdem Österreich in vier Besatzungszonen aufgeteilt worden war, etablierte jede Besatzungsmacht ihre eigenen Radioprogramme. Der Österreichische Rundfunk (Radio Wien) stand unter sowjetischer Aufsicht; sehr populär wurde der von den USA geleitete Sender „Rot-Weiß-Rot“ mit seinen satirisch-kritischen Sendungen wie der von Jörg Mauthe und anderen jungen Intellektuellen getexteten Sendeserie Der Watschenmann.
Kurz vor der Unterzeichnung des Staatsvertrags begannen österreichische Radiomacher mittels neuer UKW-Technik damit, eigene, unzensierte Programme auszustrahlen. Nach 1955 wurden die Sendergruppen wieder zu einer gesamtösterreichischen Gesellschaft zusammengeführt, die im Besitz der öffentlichen Hand blieb. Mehrere private Investoren, allen voran Zeitungsgesellschaften wie der Kurier unter Ludwig Polsterer, hatten sich zur Übernahme der Sender angeboten.
Nach einer Umstrukturierung der RAVAG und zwei Jahren der Debatten zwischen ÖVP und SPÖ über die zukünftige Organisationsform des Rundfunks wurde der Hörfunk 1957 gemeinsam mit dem 1956 installierten ersten österreichischen TV-Sender in der neu gegründeten Österreichischen Rundfunkgesellschaft m.b.H. zusammengelegt.

#### Sowjetische Zone
Im November 1945 veröffentlichte die kommunistische Zeitung Volksstimme ein Schriftstück ohne Unterschriften, das belegen sollte, der „öffentliche Verwalter“ des wiedererstandenen Wiener Hörfunks Oskar Czeija hätte sich darum bemüht, in die NSDAP aufgenommen zu werden. Czeija trat am 12. November zurück. Er wurde 1949 rehabilitiert; für eine Karriere beim Radio kam dies aber zu spät.
Die sowjetisch kontrollierte Radio-Verkehrs-AG und deren Sender Radio Wien unterlagen restriktiver Zensur der Besatzer. Zeitzeugen berichteten später von vielen Vorfällen, bei denen sowjetische Offiziere das Radiostudio unangemeldet betraten und die Verlesung vorgefertigter Texte verlangten. Die offiziell von der Sowjetunion verantwortete Sendung Russische Stunde wurde 1950 auf 16 Wochenstunden verlängert.

#### Amerikanische Zone

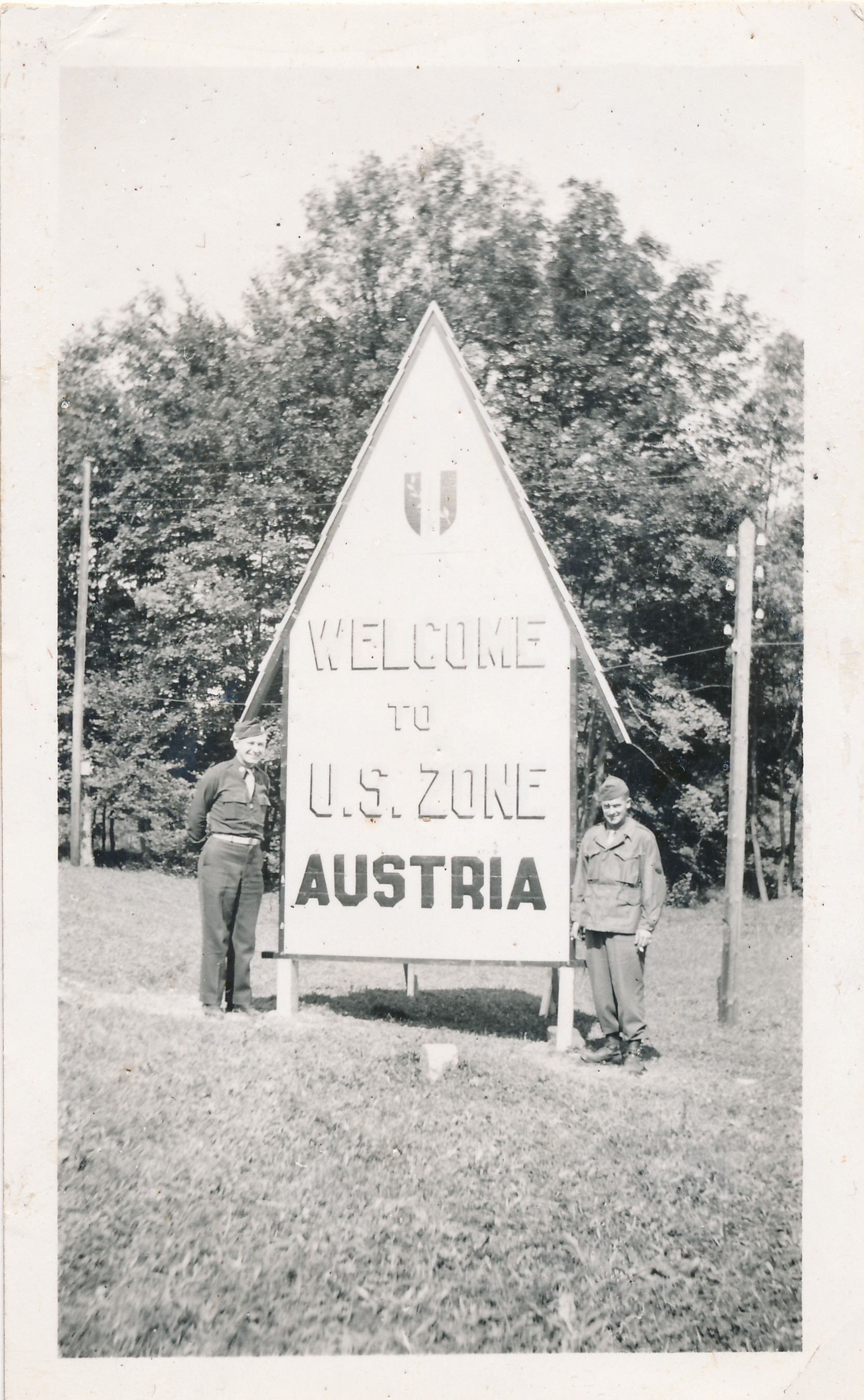
Zonenübergang

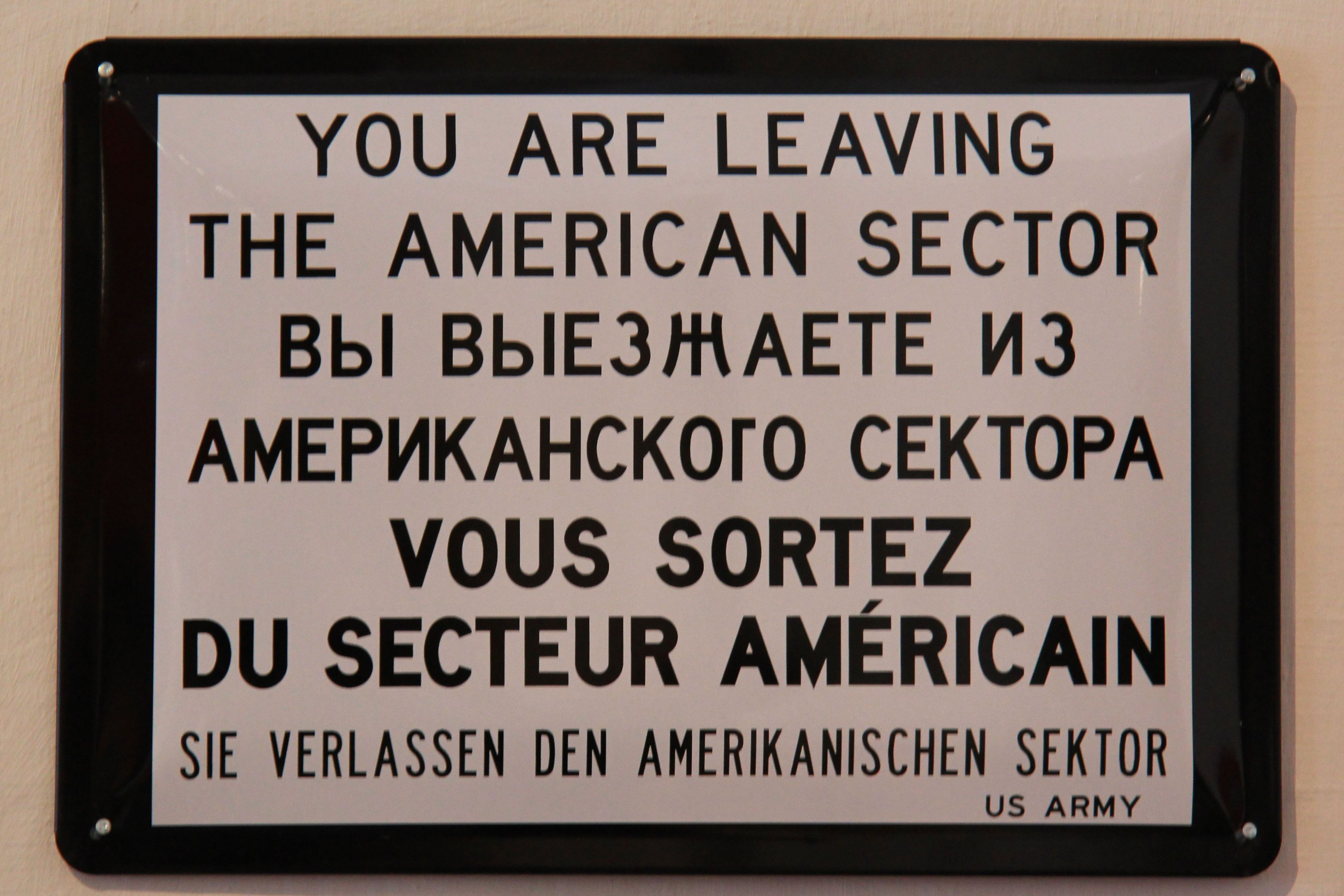
Tafel am Sektorenübergang in Wien

Der von den United States Forces in Austria (USFA) kontrollierte Sender „Rot-Weiß-Rot“ sendete aus Salzburg, Linz und ab November 1945 auch aus Wien. Das Programm bestand aus in den USA äußerst populären Elementen: Unterhaltungssendungen und Service-Programme, dazwischen Musik von Disk Jockeys. Die offiziellen Programmteile der Besatzungsmacht wurden auch als solche ausgewiesen.
Für ihre Soldaten installierten die Amerikaner in Wien den Sender Blue Danube Network (BDN). Das Studio befand sich in einer großen Villa am Schreiberweg in Grinzing im 19. Wiener Bezirk. Das spätere englischsprachige Radioprogramm Blue Danube Radio (BDR) des ORF trug bis in die 1990er Jahre fast den gleichen Namen.
Nach der Unterzeichnung des Staatsvertrags 1955 wurden die letzten von den Amerikanern verwalteten Sendeanlagen und damit die Kontrolle des Radios wieder an die österreichische Verwaltung übergeben.

#### Britische Zone
Die britisch kontrollierte Sendergruppe Alpenland sendete ab Juli 1945 aus Graz, Klagenfurt und Wien. Die Sendestationen wurden 1954 wieder an Österreich übergeben, wobei vom Sender in Wien noch bis zum Juli 1955 einzelne britisch kontrollierte Sendungen ausgestrahlt wurden.
Für ihre stationierten Truppen installierten die Briten in Klagenfurt, Graz und Wien ihren eigenen Sender British Forces Network (BFN), der bis 1955 sendete.

#### Französische Zone
Ab Juli 1945 sendete die französisch kontrollierte Sendergruppe West von Innsbruck und Dornbirn aus und wurde schon im August 1952 an die jeweilige Landesregierung übergeben.
Die einzige überregionale Sendung war die sogenannte Alliierte Stunde, die für offizielle Bekanntmachungen und Nachrichten der Besatzungsmächte verwendet wurde.

## Verhältnis zwischen Besatzungsmächten und Bevölkerung
Das Verhältnis der Besatzungsmächte zur Bevölkerung war von der weltpolitischen Lage geprägt und sehr unterschiedlich.
In Wien stand man unter dem Eindruck der „schweren Kriegsschäden während der jüngsten Kampfhandlungen und der Welle von Plünderungen und Vergewaltigungen, die ihnen folgte“. Die als Befreier vom Naziregime willkommene, von vielen wegen der vorangegangenen NS-Propaganda gegen die „asiatischen Horden“ aber auch gefürchtete Rote Armee wurde ihrem „Befreierbonus“ aufgrund zahlreicher Übergriffe auf die Zivilbevölkerung, die nur sehr lückenhaft geahndet wurden, und durch das willkürliche Verschleppen von Menschen in die Sowjetunion nicht gerecht. Dazu zwei Beispiele aus damaligen Medien:
- „Um 18 Uhr versuchten zwei Männer in sowjetischer Uniform auf der belebten Schwedenbrücke einen Passanten aufzuhalten und ihn in einen beim Kanalufer stehenden Jeep zu zerren. Der neue Menschenraub zog eine große Menschenmenge herbei, die den Bedrängten schließlich den beiden Männern entriss […]. Die mehrhundertköpfige Menschenmenge zerstreute sich nach dem Vorfall, der großes Aufsehen erregte“.[21]
- Bundesminister Peter Krauland will an der Ennsbrücke in die sowjetische Zone einreisen, um nach Wien zu gelangen. Vorerst wird behauptet, dass seine Papiere falsch seien. „Nach einer Viertelstunde wurde dem Minister eröffnet, dass seine Papiere in Ordnung seien, dass aber die Papiere von Frau Dr. Margareta Ottilinger falsch wären. Trotz des Einspruchs des Ministers wurde Dr. Ottilinger auf der Kommandantur festgehalten“.[22][23] Die Beamtin konnte erst sieben Jahre später aus der Sowjetunion nach Österreich zurückkehren.

Ein weiteres prominentes Opfer war Wilhelm Franz von Habsburg-Lothringen; er wurde am 26. August 1947 vor dem Wiener Südbahnhof von sowjetischen Agenten entführt.
Außerdem errichteten die Russen, wie die Sowjetsoldaten bis heute umgangssprachlich genannt werden, mit ihrer „USIA“ genannten Verwaltung beschlagnahmter Großbetriebe in der sowjetischen Zone ein eigenes, von österreichischen Instanzen nicht kontrollierbares Wirtschaftsimperium, dem u. a. die Ölförderung im Marchfeld und die österreichische Donauschifffahrt angehörten.
In der sowjetischen Besatzungszone in Österreich wurden frühere Mitglieder der NSDAP beziehungsweise einer ihrer Unterorganisationen oder der Waffen-SS in die Sowjetunion deportiert. Dasselbe konnte mit Österreichern geschehen, denen „Agitation gegen die Sowjetunion“ vorgeworfen wurde. Zum Teil wurden deren Angehörige über die Gründe der Festnahme im Unklaren gelassen. Viele Deportierte kamen erst 1955 heim. Die Suizidrate stieg in der sowjetischen Zone stark an.
Die Truppenstärke der Besatzungsmächte war bereits seit Ende 1945 deutlich im Sinken begriffen. Anfang 1949 befanden sich rund 65.000 Mann in Österreich, darunter ca. 48.000 Angehörige der Sowjetarmee und etwa 8.000 US-Soldaten. Großbritannien und Frankreich hatten jeweils weniger als 5.000 Mann stationiert.
Als die KPÖ im Herbst 1950 in Wien den von ihr später Oktoberstreik, von den anderen Parteien KP-Putschversuch genannten Ausstand ausrief, erwartete sie – so der Verdacht der anderen Parteien – das Eingreifen der sowjetischen Besatzungsmacht zu ihren Gunsten. Mit Beton ausgegossene Straßenbahnschienen sollten den Verkehr lahmlegen und zeigen, dass die österreichische Obrigkeit zu schwach war, die öffentliche Ordnung zu schützen. Die Sowjetarmee mischte sich aber nicht ein, als Bauarbeitergewerkschafter unter Franz Olah gegen die Kommunisten vorgingen und sie von den Straßen vertrieben.
Die „Amerikaner“ genannten Soldaten der US Army waren als Besatzungssoldaten zumeist beliebt, weil sie, aus reichhaltigen Ressourcen schöpfend, der Bevölkerung Hilfe leisteten. Am 2. Juli 1948 schlossen USA und Österreich (Bundesregierung Figl I) das Marshallplan-Abkommen; danach erhielt Österreich Sachgüter als Geschenk. Die „Engländer“ genannten Briten und die Franzosen konnten als Besatzungsmächte materiell mit den USA nicht konkurrieren, waren aber sehr bestrebt, den Österreichern ihre Kultur zu präsentieren. Die von ihnen in Wien eingerichteten Kulturinstitute bestehen bis heute.
Personen, die zwischen 1933 und 1945 der NSDAP oder einer ihrer Organisationen angehört hatten, mussten sich in ganz Österreich einem Entnazifizierungsverfahren stellen. Mit dem Einsetzen des Kalten Krieges zwischen West und Ost erlahmte das Interesse der westlichen Besatzungsmächte an der Bestrafung von NS-Aktivisten aber sehr stark; waren doch (Ex-)Nationalsozialisten oft willkommene Verbündete gegen die „Russen“, da sie diesen Gegner schon kannten. Die Österreicher selbst traten spätestens ab 1949 für Versöhnung ein, die großen Parteien ÖVP und SPÖ begannen um die ehemaligen Nationalsozialisten zu werben, um sie als Wähler nicht dem politischen Gegner zu überlassen. Im Zuge dessen gelang es auch ehemaligen Nationalsozialisten, vor allem in der Wirtschaft, wieder in leitende Positionen zu kommen.
In der sowjetischen Zone wurden Besitztümer, die schon freigegeben worden waren, in der durch die Berlin-Blockade 1948 und den Beginn des Koreakriegs 1950 verschärften Atmosphäre des Kalten Krieges wieder beschlagnahmt. Auch in Wien war die Situation zu dieser Zeit sehr angespannt. Die Einrichtung einer Luftbrücke ähnlich wie in Berlin wäre bei einer Abschnürung der Westsektoren der Stadt durch die Sowjets nicht möglich gewesen, da sowohl der amerikanische Flugplatz in Langenlebarn, als auch der britische in Schwechat in der sowjetischen Zone lagen.
Deshalb wurden in Wien behelfsweise so genannte Air strips auf der Heiligenstädter Straße und der Simmeringer Haide angelegt, ebenso vor dem Schloss Schönbrunn. Auf diesen improvisierten Landebahnen konnten allerdings nur kleinere Maschinen landen und starten. Deshalb wurden von den Westmächten Lebensmittelvorräte unter dem Codenamen Aktion Eichhörnchen angelegt, mit denen die Bevölkerung im Falle einer Blockade kurzfristig versorgt werden sollte. Diese fand jedoch in Wien nicht statt.
Das anfängliche teilweise Verbot der Fraternisierung mit den Besatzungssoldaten wurde zumindest in den westlichen Zonen bald aufgehoben. Die Franzosen verhängten keines. Die Amerikaner hoben es bereits am 3. September 1945 wieder auf. Aus der Not heraus entstanden so viele Verbindungen mit Soldaten – sowohl kurzfristige Liaisons, als auch dauerhafte Verbindungen. Zu dieser Zeit wurden auch viele Besatzungskinder geboren, deren Herkunft aber auch oft verheimlicht wurde. Die Frauen, die sich mit den Besatzungssoldaten „einließen“, wurden vom Großteil der Bevölkerung mit Geringschätzung betrachtet, speziell wenn sie Verhältnisse mit schwarzen Soldaten eingingen. Die verschiedensten Schimpfworte, die für diese Frauen und deren Kinder entstanden, wie beispielsweise Schokomädels in der amerikanischen Zone oder Russenkinder für Besatzungskinder in der sowjetischen Zone, geben darüber Auskunft.
Die Anzahl der betroffenen Besatzungskinder, wie die in der Zeit von 1946 bis 1956 geborenen Kinder allgemein bezeichnet wurden, dürfte österreichweit nach Forschungen bei etwa 20.000 Kindern liegen. Ungefähr 350 bis 400 dieser Kinder hatten einen schwarzen amerikanischen Soldaten zum Vater.

## Wirtschaftliche und soziale Situation
Durch die Massenmedien und das Kino wurde versucht, für die Menschen des neuen Österreich eine neue Identitätsstruktur aufzubauen. In den damals sehr beliebten Heimatfilmen wurden zumeist nur positive Bilder aus einer idyllischen Quasi-Vorkriegswelt gezeigt und alle politischen und wirtschaftlichen Probleme ausgeblendet. (Schon in den letzten Kriegsjahren war in den Wiener Filmstudios auf Befehl Joseph Goebbels’ nur nostalgische Unterhaltung produziert worden.) Dies sollte bei der Bevölkerung zu einer Verdrängung der leidvollen Zeiten führen: „Glücklich ist, wer vergisst, was nicht mehr zu ändern ist.“ „Nicht daran rühren“ war noch Jahrzehnte später die Meinung der Mehrheit.
Unmittelbar nach dem Zweiten Weltkrieg lag die österreichische Wirtschaft am Boden. Das Transportwesen, vor allem das Eisenbahnnetz, war weitgehend zerstört. Einzelne Städte wie Wiener Neustadt lagen in Trümmern, Wohnhäuser und Produktionsstätten waren verschwunden. Außerdem baute die sowjetische Besatzungsmacht riesige Mengen an Material und Maschinen als Ausgleich für erlittene Kriegsschäden ab.
Der Schwarzmarkt bot anfangs oft die einzige Möglichkeit des Überlebens für die hungernde Stadtbevölkerung, während die – oft nur vermeintlich – reiche Landbevölkerung genügend Lebensmittel besaß.
Am 3. Juni 1945 traf in Wien die so genannte Vienna Mission ein, etwa 200 US-Amerikaner, Briten und Franzosen, die von den Westalliierten mit Zustimmung Stalins entsandt worden waren, um die Lage in Wien vor der Anfang September 1945 stattfindenden Übernahme von Besatzungssektoren zu prüfen. Sie gab einen unerfreulichen Bericht über Kriegszerstörungen, Nahrungsmittelknappheit und Krankheitsanfälligkeit in der Stadt ab. Der Bericht der Mission ging aber auf die Massenvergewaltigungen in Wien und auf das Schicksal der jüdischen Wiener kaum ein.
Zu starkem Geldmangel führte die erste Währungsreform 1945, als die Reichsmark bis zu 150 Schilling getauscht wurde, und die Abwertung 1947 auf ein Drittel des Wertes. Aber auch die notwendigen Güter, wie Baumaterial, das für den Wiederaufbau notwendig war, waren knapp.
Dadurch setzte ein starker Tauschhandel ein, wobei – durch den Geldmangel bedingt – oft teure, über den Krieg gerettete Kostbarkeiten gegen eine kleine Menge an Lebensmitteln den Besitzer wechselten. Da auch Heizmaterial kaum vorhanden war, gingen die Städter zu Fuß in umliegende Wälder und sammelten dort jegliches brauchbare Brennmaterial ein. Jeder Fleck freien Bodens wurde benutzt, um sich selbst versorgen zu können. Mitten in der Stadt wurden in den Parks Kartoffeln angebaut.
Wie die Situation unmittelbar nach Kriegsende war, kann sehr gut durch die Weihnachtsrede 1945 von Bundeskanzler Figl nachempfunden werden:
Ich kann Euch zu Weihnachten nichts geben. Ich kann Euch für den Christbaum, wenn Ihr überhaupt einen habt, keine Kerzen geben. Kein Stück Brot, keine Kohle zum Heizen, kein Glas zum Einschneiden. Wir haben nichts. Ich kann Euch nur bitten: Glaubt an dieses Österreich!
Speziell bei den Kindern war die Unterernährung sehr groß, daher richtete Österreich einen Hilferuf an andere durch den Krieg nicht so stark betroffene Staaten. Als erste reagierte die Schweiz (mit der Schweizer Spende), wie schon 1920 nach dem Ersten Weltkrieg. Durch Vermittlung des Roten Kreuzes wurden noch im Herbst 1945 und in den kommenden Jahren über 30.000 sogenannte Schweizer Kinder in die Schweiz zu Gastfamilien geschickt, wo sie mindestens drei Monate verbrachten. Auch in andere Länder kamen so in den ersten zwei Nachkriegsjahren über 100.000 so genannte Butterkinder auf Erholung. Manches erinnert noch heute an diese Hilfsaktionen, wie die Per-Albin-Hansson-Siedlung in Wien. Auch die Säuglingssterblichkeit lag sehr hoch, unmittelbar nach Kriegsende über 15 % (zum Vergleich: Im heutzutage nicht von Krieg betroffenen Land mit der höchsten Sterblichkeitsrate, Angola, beträgt sie 9,6 %).
Aber auch soziologisch änderte sich sehr viel. So wandelte sich die Rolle der Frau in dieser Zeit stark. Viele Männer waren gefallen, viele weitere aufgrund des Krieges und der Kriegsgefangenschaft lange abwesend und erst spät nach Hause gekommen. Die Frauen waren nicht nur für die Kindererziehung, sondern jetzt auch für das Überleben der ganzen Familie verantwortlich. Die Kinder kannten ihren Vater kaum und hatten oft keine Beziehung zu ihm. Häufig führte die Rückkehr der im Krieg schwer traumatisierten Männer zu Reibungen in den Beziehungen und Ehen. Auch kam es vor, dass als vermisst Geltende doch noch heimkehrten, ihre Frauen aber inzwischen wieder geheiratet hatten. Die Rückkehrer verdrängten die Frauen vom Arbeitsmarkt. Die außerhäusliche Erwerbstätigkeit von Frauen nahm erst wieder ab den 1970er Jahren kontinuierlich zu.
Der wirtschaftliche Aufschwung war in Österreich regional sehr unterschiedlich. Während der westliche Teil relativ bald mit dem Wiederaufbau beginnen konnte, empfand sich der Osten Österreichs, die sowjetische Besatzungszone, als sehr benachteiligt. Dieses Ost-West-Gefälle war nicht zuletzt mit der ungleichen finanziellen Unterstützung im Rahmen des Marshall-Plans verbunden. Als Symbol für den Wiederaufbau galt beispielsweise die Fertigstellung des Tauernkraftwerkes Glockner-Kaprun, mit dessen Bau schon vor dem Krieg von den Nationalsozialisten unter Einsatz von Zwangsarbeit begonnen worden war.
1945 befanden sich etwa 1,4 Millionen ehemalige Zwangsarbeiter, KZ-Insassen und Kriegsgefangene sowie über 1 Million Displaced Persons in Österreich. Für die meisten war Österreich eine Durchgangsstation auf dem Weg in die USA, nach Israel oder in andere Überseeländer.
Eine Flüchtlingsepisode wurde sechzig Jahre später thematisiert: Krimml ist die einzige Gemeinde des Landes Salzburg, die an das italienische Südtirol grenzt. Dieser Umstand führte im Sommer 1947 zur Krimmler Judenflucht. Nachdem die zuvor benützten Alpenübergänge in den britischen und französischen Besatzungszonen Österreichs für die Tausenden von jüdischen Flüchtlingen aus Osteuropa gesperrt worden waren, überquerten 5000 jüdische Flüchtlinge auf dem Weg über Italien nach Palästina den Krimmler Tauernpass (amerikanische Besatzungszone), wobei sie am Krimmler Tauernhaus Zwischenstation machten und von der Hüttenwirtin Liesl Geisler aufopfernd betreut wurden.

## Das Ende der Besatzungszeit

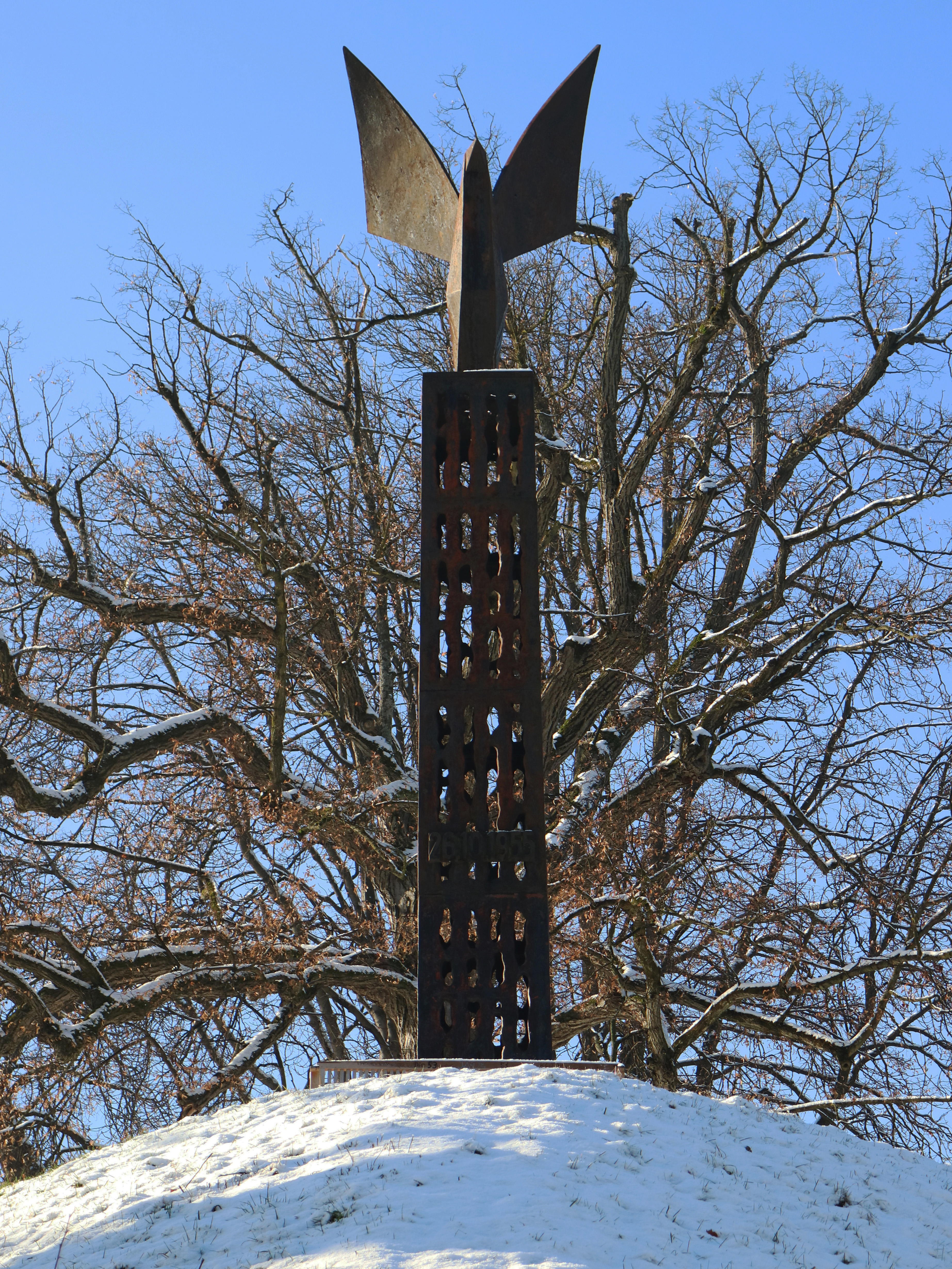
Das Befreiungsdenkmal in Graz soll an das Ende der Besatzungszeit erinnern.

Schon kurz nach dem April 1945 wurden die Alliierten in Österreich nicht mehr als Befreier, sondern vor allem als Besatzer gesehen. Der Begriff „Besatzungsmacht“ wurde offiziell und privat von 1945 an verwendet und wird dies bis heute. Die Dankbarkeit speziell gegenüber den „Russen“ hielt sich emotional in sehr engen Grenzen. Allein bei der Schlacht um Wien hatte die Rote Armee Tausende von Gefallenen zu verzeichnen. An sie erinnert das Heldendenkmal der Roten Armee in Wien. Nach der Befreiung bewahrte sie Ostösterreich anfangs allein vor der Hungersnot, obgleich die Sowjetunion von allen kriegführenden Staaten des Zweiten Weltkriegs bei weitem die größten Schäden davongetragen hatte. Karikaturen zeigten Österreich als kleines Boot, in das sich vier Elefanten zwängen.
Die Chancen auf Abzug der fremden Truppen – die Bundesregierung bat regelmäßig darum – wurden in Österreich schon 1949 optimistisch eingeschätzt, doch wurde das Land jahrelang Spielball der weltpolitischen Auseinandersetzungen im Zeichen des Kalten Krieges. Zahlreiche Verhandlungsrunden der vier Mächte mit Österreich verliefen ergebnislos, zumeist wegen Einsprüchen der Sowjetunion.
Erleichterungen waren erst ab 1953 zu spüren. So wurden die Kontrollen an den beiden Zonenübergängen von der sowjetischen Zone über die Enns und am Semmering so weit gelockert, dass Eisenbahnzüge nicht mehr anhalten mussten. Es gab wieder einen einheitlichen Reisepass und man benötigte keine Identitätskarte mehr. Auch die letzten Lebensmittelmarken wurden abgeschafft.
Nachdem am 15. Mai 1955 der Österreichische Staatsvertrag abgeschlossen und der Vertrag von allen fünf Staaten bis zum 27. Juli ratifiziert worden und damit an diesem Tag in Kraft getreten war, verließ am 19. September der letzte sowjetische und am 25. Oktober 1955 – dem letzten Tag der laut Vertrag von seinem Inkrafttreten an laufenden 90-tägigen Frist – der vermeintlich letzte britische Besatzungssoldat österreichisches Hoheitsgebiet. (Die „Vier im Jeep“ hatten ihre Patrouillenfahrten durch Wien bereits im Juli 1955 eingestellt.) Allerdings soll sich eine kleine Gruppe britischer Soldaten noch einige Tage nach dem 26. Oktober 1955 auf österreichischem Gebiet aufgehalten haben.
Daraufhin erklärte Österreich, wie der Sowjetunion zugesagt, per Bundesverfassungsgesetz vom 26. Oktober 1955 seine immerwährende Neutralität. Der 26. Oktober wurde vorerst als „Tag der Fahne“ Staatsfeiertag, heute ist es der österreichische Nationalfeiertag. Die politische und militärische Bündnisfreiheit besteht rechtlich zwar noch, ist allerdings durch weitere Verfassungsgesetze stark eingeschränkt: Österreich ist 1995 der EU beigetreten und beteiligt sich (durch andere, neuere Verfassungsgesetze festgelegt) an der „schnellen Eingreiftruppe“, die von der EU aufgestellt wird. Außerdem ist Österreich seit 1997 Mitglied der NATO-Partnerschaft für den Frieden.

## Museale Rezeption
Die Zeit der Besatzung (1945–1955) ist im Wiener Heeresgeschichtlichen Museum in der Dauerausstellung Republik und Diktatur dokumentiert. Unter anderem ist ein „Willys Jeep“ (Baujahr 1943) ausgestellt, mit dem die „Vier im Jeep“ während der Besatzungszeit unterwegs waren. 2016 wurde im Volkskundemuseum Wien die Ausstellung "SchwarzÖsterreich. Die Kinder afroamerikanischer Besatzungskinder" gezeigt, die ein Schlaglicht auf das Zustandekommen schwarz-weißer Beziehungen während der Besatzungszeit  war und die Lebensverläufe von Kindern schwarzer GIs und österreichischer Frauen zum Inhalt hatte. Von April bis September 2025 ist im Wien Museum die Ausstellung „Kontrollierte Freiheit: Die Alliierten in Wien" zu sehen, die Militärverwaltung und Kulturpolitik der Alliierten sowie Überreste der Besatzungszeit behandelt.